# Белавићи (Дуга Реса)
Белавићи су насељено место у саставу града Дуге Ресе у Карловачкој жупанији, Република Хрватска.

## Становништво
На попису становништва 2011. године, Белавићи су имали 305 становника.
Према попису становништва из 2001. године у насељу Белавићи живело је 316 становника. који су живели у 84 породична домаћинства
Кретање броја становника по пописима 1857—2001.
| година пописа  | 1857. | 1869. | 1880. | 1890. | 1900. | 1910. | 1921. | 1931. | 1948. | 1953. | 1961. | 1971. | 1981. | 1991. | 2001. |
| бр. становника | 111   | 131   | 141   | 171   | 182   | 209   | 218   | 266   | 273   | 292   | 301   | 327   | 372   | 416   | 316   |

## Попис1991.
На попису становништва 1991. године, насељено место Белавићи је имало 416 становника, следећег националног састава:
| Попис 1991.‍  | Попис 1991.‍  | Попис 1991.‍ | Попис 1991.‍ | Попис 1991.‍ |
| ------------ | ------------ | ----------- | ----------- | ----------- |
|              |              |             |             |             |
| Хрвати       | Хрвати       |             | 405         | 97,35%      |
| Југословени  | Југословени  |             | 4           | 0,96%       |
| Срби         | Срби         |             | 4           | 0,96%       |
| неопредељени | неопредељени |             | 2           | 0,48%       |
| непознато    | непознато    |             | 1           | 0,24%       |
| укупно: 416  |              |             |             |             |